# Mycena
Mycena is een geslacht van schimmels dat behoort tot de plaatjeszwammen (Agaricales). Het geslacht omvat soorten met middelgrote tot kleine paddenstoelen. 

## Kenmerken
Uiterlijke kenmerken
Ze hebben een kegel- tot klokvormige hoed met vaak gevoorde, rechte rand, die bij het rijper worden niet naar binnen omkrult. De steel is dun en heeft geen manchet. Sommige soorten hebben melksapbuizen in de steel waardoor bij doorbreken een wit of rood sap naar buiten komt.
Microscopische kenmerken
De sporenprint is wit. De basidia zijn 2- of 4-sporig. De sporen zijn meestal appelpit- of traanvormig, meer zelden bijna cilindrisch of bolvormig, en meestal amyloïde. Slechts een paar mycena-soorten hebben inamyloïde sporen. Ze zijn glad en hebben geen kiempore.
Een microscopisch belangrijk kenmerk is de vorm van de cheilocystidia, die in tegenstelling tot de pleurocystidia bijna altijd aanwezig zijn. Ze kunnen knotsvormig, peervormig, spoelvormig, flesvormig of, minder gebruikelijk, cilindrisch zijn. Ze zijn glad, eenvoudig spoelvormig of vertakt, of ze dragen verschillend gevormde, eenvoudige of vertakte uitgroeisels, zodat ze "egelborstelig" of "geweiachtig vertakt" kunnen lijken. De pleurocystidia kunnen talrijk, zeldzaam of afwezig zijn.
De hyfen van de pileipellis zijn meestal vertakt en zelden glad. De hyfen van de steellaag zijn glad of sacculair en hebben soms speciaal gevormde terminale cellen of caulocystidia. De lamellaire trama kleurt paarsbruin met Melzers reagens, slechts in enkele gevallen kleurt hij niet.

## Soorten
In totaal kent dit geslacht 1350 soorten (oktober 2023) waarvan er meer dan 100 in Europa voorkomen.
De soorten met een Nederlandse benaming zijn:
| Nederlandse naam          | Wetenschappelijke naam                   |
| ------------------------- | ---------------------------------------- |
| Adonismycena              | Mycena adonis -> Atheniella adonis       |
| Behaarde suikermycena     | Mycena corynephora                       |
| Beukenbladmycena          | Mycena fagetorum                         |
| Biezenmycena              | Mycena bulbosa                           |
| Bittere mycena            | Mycena erubescens                        |
| Blauwgrijze schorsmycena  | Mycena pseudocorticola                   |
| Blauwvoetmycena           | Mycena cyanorrhiza                       |
| Bleekgele mycena          | Mycena flavoalba -> Atheniella flavoalba |
| Blozende mycena           | Mycena mitis                             |
| Bruinsnedemycena          | Mycena olivaceomarginata                 |
| Bundelchloormycena        | Mycena stipata                           |
| Bundelmycena              | Mycena arcangeliana                      |
| Citroengele mycena        | Mycena limonia                           |
| Citroensnedemycena        | Mycena citrinomarginata                  |
| Dennenkleefsteelmycena    | Mycena epipterygioides                   |
| Dennenmycena              | Mycena metata                            |
| Donker elfenschermpje     | Mycena diosma                            |
| Bruin elfenschermpje      | Mycena dura                              |
| Donkerbruine mycena       | Mycena sepia                             |
| Donzige mycena            | Mycena amicta                            |
| Draadsteelmycena          | Mycena filopes                           |
| Fraaisteelmycena          | Mycena inclinata                         |
| Geelsnedemycena           | Mycena flavescens                        |
| Geelsteelmycena           | Mycena renati                            |
| Gerimpelde mycena         | Mycena corrugans                         |
| Gestreepte schorsmycena   | Mycena mirata                            |
| Gevlekte mycena           | Mycena maculata                          |
| Gewoon elfenschermpje     | Mycena pura                              |
| Glanzende mycena          | Mycena latifolia                         |
| Goudrandmycena            | Mycena aurantiomarginata                 |
| Graskleefsteelmycena      | Mycena epipterygia                       |
| Grijsbruine grasmycena    | Mycena aetites                           |
| Grijze mycena             | Mycena cinerella                         |
| Groene mycena             | Mycena chlorantha                        |
| Groensnedemycena          | Mycena viridimarginata                   |
| Grote bloedsteelmycena    | Mycena haematopus                        |
| Heidekleefsteelmycena     | Mycena pelliculosa                       |
| Heksenschermpje           | Mycena rosea                             |
| Helmmycena                | Mycena galericulata                      |
| Ivoormycena               | Mycena laevigata                         |
| Kalkgraslandmycena        | Mycena pseudopicta                       |
| Kleefsnedemycena          | Mycena vulgaris                          |
| Kleine beukenbladmycena   | Mycena capillaris                        |
| Kleine bloedsteelmycena   | Mycena sanguinolenta                     |
| Kleine breedplaatmycena   | Mycena speirea -> Phloeomana speirea     |
| Kleverige schorsmycena    | Mycena clavularis                        |
| Knoppergalmycena          | Mycena cecidiophila                      |
| Langhaarmycena            | Mycena longiseta                         |
| Lila mycena               | Mycena albidolilacea                     |
| Lilabruine schorsmycena   | Mycena meliigena                         |
| Lisdoddemycena            | Mycena tubarioides                       |
| Melksteelmycena           | Mycena galopus                           |
| Oranje dwergmycena        | Mycena acicula                           |
| Palingsteelmycena         | Mycena clavicularis                      |
| Pantoffelmycena           | Mycena mucor                             |
| Papilmycena               | Mycena vitilis                           |
| Plooirokmycena            | Mycena rhenana                           |
| Prachtmycena              | Mycena crocata                           |
| Purperbruine mycena       | Mycena purpureofusca                     |
| Purpersnedemycena         | Mycena pelianthina                       |
| Ranzige mycena            | Mycena olida                             |
| Rietmycena                | Mycena belliae                           |
| Rivierbosmycena           | Mycena niveipes                          |
| Roestvlekkenmycena        | Mycena zephirus                          |
| Roodsnedemycena           | Mycena rubromarginata                    |
| Roze peutermycena         | Mycena smithiana                         |
| Schapepootmycena          | Mycena pilosella                         |
| Schijfsteelmycena         | Mycena stylobates                        |
| Sierlijke mycena          | Mycena decora                            |
| Slijmsteelmycena          | Mycena rorida                            |
| Stekeltjesmycena          | Mycena tenuispinosa                      |
| Stinkende roodsnedemycena | Mycena capillaripes                      |
| Stinkmycena               | Mycena leptocephala                      |
| Streepsteelmycena         | Mycena polygramma                        |
| Stronkmycena              | Mycena hiemalis -> Phloeomana clavata    |
| Suikermycena              | Mycena adscendens                        |
| Tonnetjesmycena           | Mycena picta                             |
| Tweesporige chloormycena  | Mycena silvae-nigrae                     |
| Vals elfenschermpje       | Mycena pearsoniana                       |
| Varenmycena               | Mycena pterigena                         |
| Veenmosmycena             | Mycena concolor                          |
| Veenmycena                | Mycena megaspora                         |
| Voorjaarsmycena           | Mycena abramsii                          |
| Wintermycena              | Mycena tintinnabulum                     |
| Witte chloormycena        | Mycena erminea                           |
| Witte eikebladmycena      | Mycena polyadelpha                       |
| Witte schorsmycena        | Mycena alba -> Phloeomana alba           |
| Zeedenmycena              | Mycena seynesii                          |
| Zeggemycena               | Mycena saccharifera                      |